# Olympijský stadion (Soul)
Olympijský stadion v Soulu je víceúčelový stadion sloužící zejména pro fotbal a atletiku. Pojme 69 950 diváků. Otevřen byl v roce 1984, konaly se zde Asijské hry 1986 a byl hlavním stadionem Letních olympijských her 1988. Své zápasy zde hraje fotbalový klub Seoul E-Land FC. Využíván je i pro koncerty, vystupovali zde např. Michael Jackson, Ricky Martin, Roger Waters, Elton John, Backstreet Boys, Metallica, JYJ, Lady Gaga, Muse, Mariah Carey, Paul McCartney, Coldplay a BTS.